# 7 (EP)
| Críticas profissionais | Críticas profissionais |
| Avaliações da crítica  | Avaliações da crítica  |
| Fonte                  | Avaliação              |
| ---------------------- | ---------------------- |
| Allmusic               | [ 1 ]                  |

7 é um EP da banda de rock irlandesa U2, lançado com exclusividade pela Target Stores nos Estados Unidos em 2002. Ela recolhe vários B-sides dos singles do álbum All That You Can't Leave Behind (2000), que foram anteriormente indisponíveis nos Estados Unidos. O título se refere ao número de faixas. Da mesma forma, no momento do lançamento de 7, foi fixado o preço em torno de sete dólares americanos. O título é também uma homenagem a Three (1979), o primeiro lançamento do grupo.

## Lançamento
7 foi lançado em todas as 1.055 logas da Target nos Estados Unidos, em 22 de janeiro de 2002. Nas lojas, foram originalmente vendidos no preço de US$6,99.

## Lista de faixas
"Always" é uma primeira versão de "Beautiful Day". "Big Girls Are Best" foi uma sobra das sessões do álbum de estúdio de 1997, Pop. A canção "Elevation (Influx Mix)" foi usado para abrir shows durante a Elevation Tour. A única versão de "Walk On", que foi lançado no single de capa azul, também foi destaque em shows, enquanto uma versão ao vivo foi lançado em America: A Tribute to Heroes. Em 2002, um outro mix de Walk On" chamado "Hallelujah mix" (para o seu coda de "aleluia") foi lançado em um CD promocional.
Todas as canções foram escritas e compostas pelo U2, com letras de Bono e The Edge.
| N.º            | Título                                                     | Duração |  |
| 1.             | "Summer Rain"                                              | 4:06    |  |
| 2.             | "Always"                                                   | 3:46    |  |
| 3.             | "Big Girls Are Best"                                       | 3:37    |  |
| 4.             | "Beautiful Day" (Quincey and Sonance mix)                  | 7:55    |  |
| 5.             | "Elevation" (Influx mix)                                   | 4:02    |  |
| 6.             | "Walk On" (Edição single)                                  | 4:11    |  |
| 7.             | "Stuck in a Moment You Can't Get Out Of" (Versão acústica) | 3:42    |  |
| Duração total: | Duração total:                                             | 31:30   |  |

## Pessoal
U2
- Bono – vocal
- The Edge – guitarra, teclado, vocal
- Adam Clayton – baixo
- Larry Mullen, Jr. – bateria

Produção
- Daniel Lanois, Brian Eno – produtor em todas as faixas, exceto "Big Girls Are Best" e "Stuck in a Moment You Can't Get Out Of"
- Howie B, Flood – produtor em "Big Girls Are Best"
- Steve Lillywhite – produtor em "Stuck in a Moment You Can't Get Out Of"
- Nigel Godrich – produtor em "Walk On"